# Burrelton
Burrelton ist eine Ortschaft in der schottischen Council Area Perth and Kinross und der traditionellen schottischen Grafschaft Perthshire. Sie ist etwa 16 km nordöstlich von Perth und etwa 19 km westnordwestlich von Dundee gelegen. Burrelton grenzt direkt an den Nachbarort Woodside an. Im Jahre 2011 verzeichnete Burrelton 671 Einwohner, was einer Zunahme von der Zahl von 382 im Jahre 1961 bedeutete.
Burrelton liegt zwischen den Sidlaw Hills im Südosten und dem Fluss Tay im Norden. Es ist über die A94, die von Perth nach Forfar führt, an das Fernstraßennetz angeschlossen. Die nächstgelegenen Städte entlang der Straße sind Scone im Südwesten und Coupar Angus im Nordosten. Der nächstgelegene Flughafen ist der etwa neun Kilometer in südwestlicher Richtung gelegene Perth Airport. Einst war Burrelton an das Schienennetz angeschlossen, der Bahnhof wurde jedoch zwischenzeitlich aufgegeben.

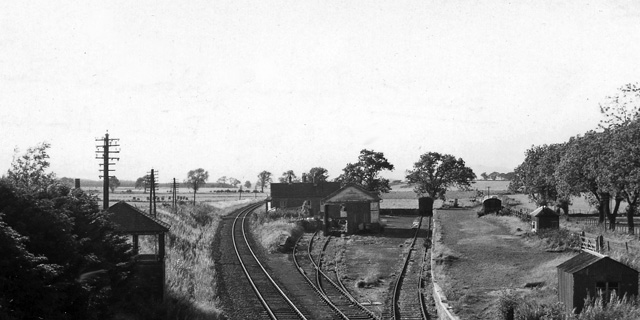
Ehemaliger Bahnhof von Burrelton 1974
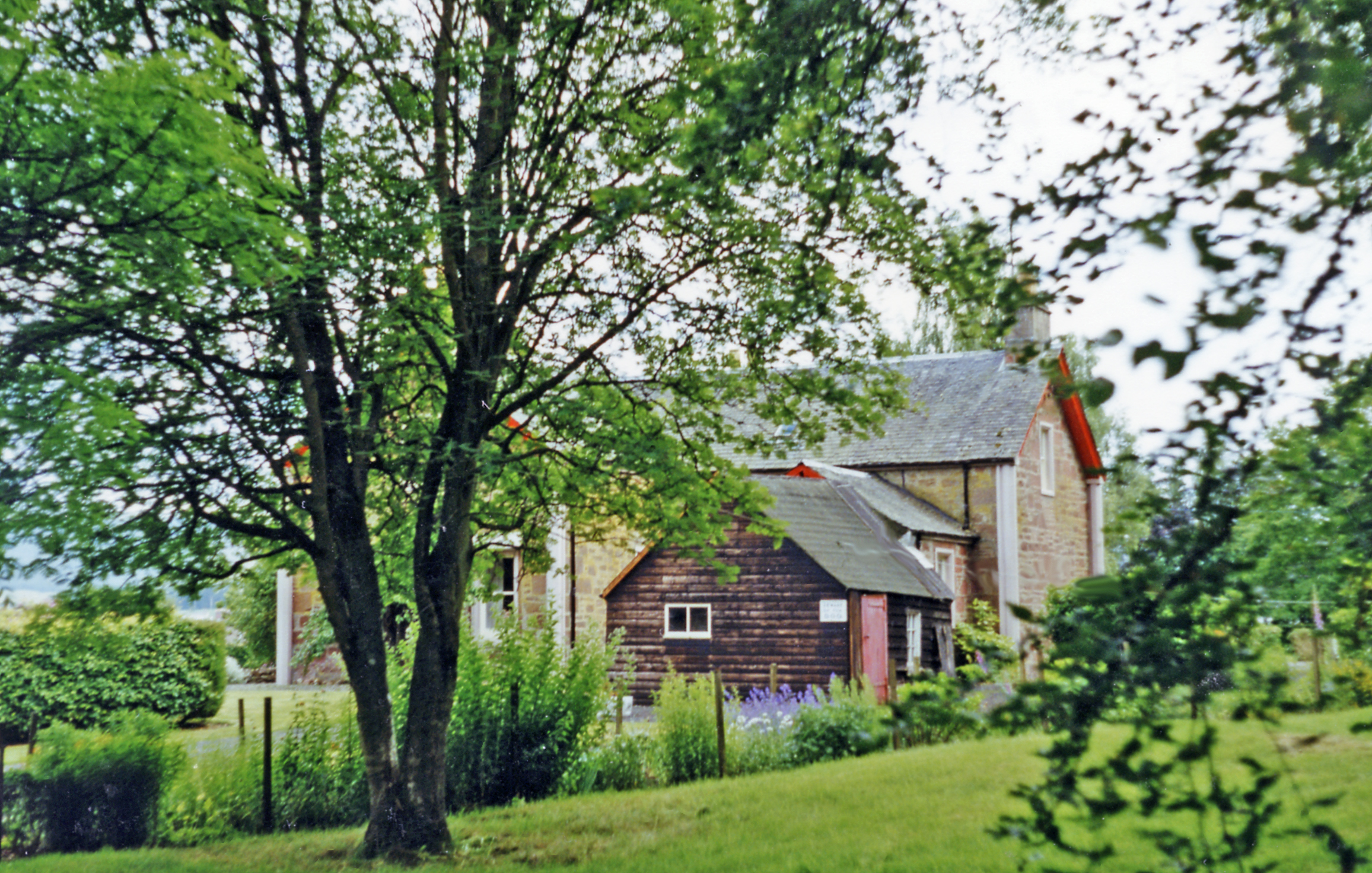
Bahnhofsgebäude 1997